# Вжесня
Вжесня (пол. Września) — город в Польше, входит в Великопольское воеводство, Вжесьнёвский повят. Имеет статус городско-сельской гмины. Занимает площадь 12,73 км². Население 28 631 человек (на 2004 год).

## История
Первое упоминание — 1256 год.
В 1901—1902 годах во Врешене (Вжесне) был знаменитый школьный бойкот.

## Известные уроженцы
- Ликовский, Эдвард (1836—1915) — польский священнослужитель, историк церкви, епископ Познанский (1887—1914), архиепископ митрополит Познанский и Гнезненский, примас Польши в 1914—1915 годах. Почётный доктор Ягеллонского университета.

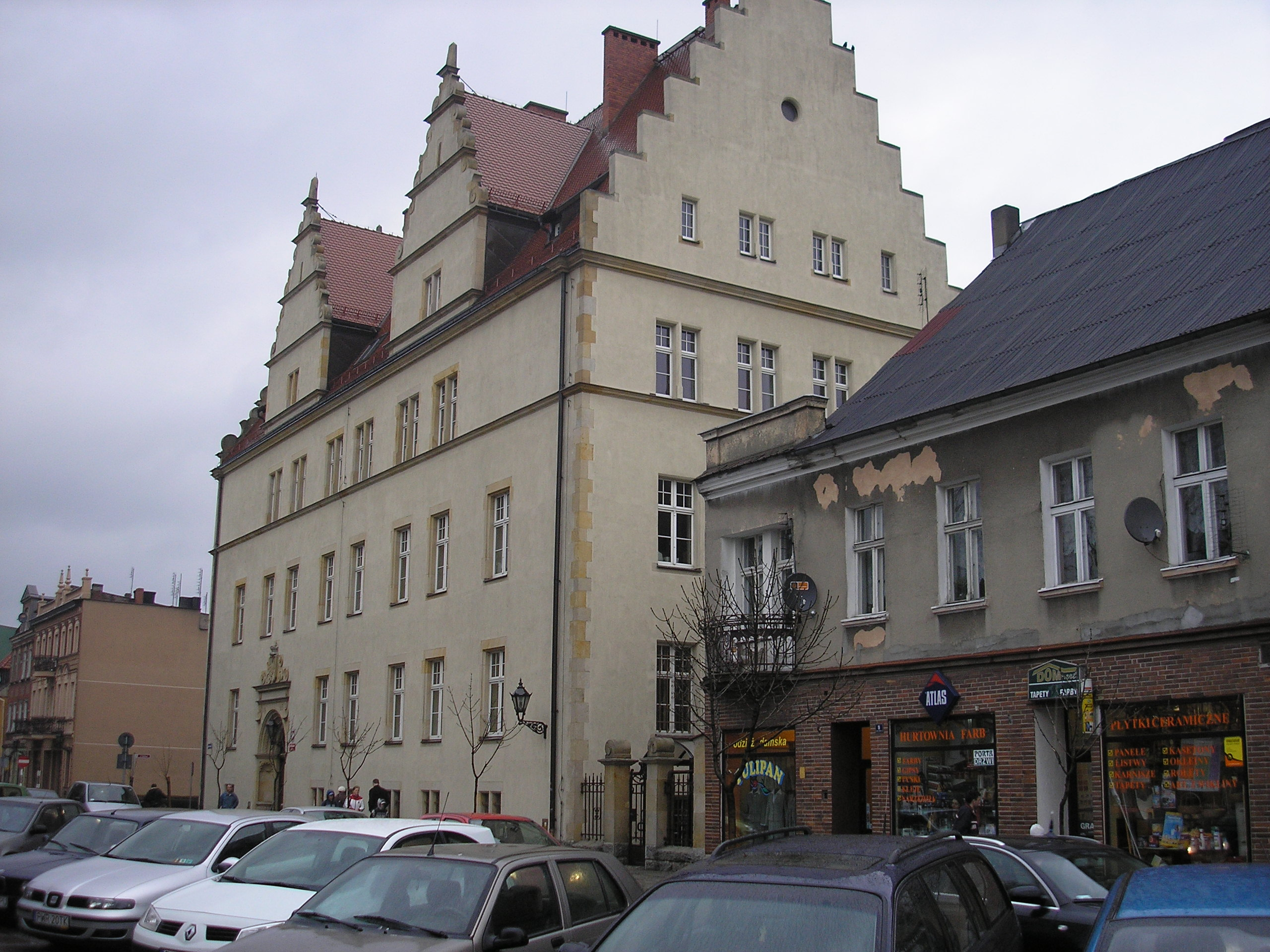
Улица Вжесни